# Siegmund Lieban

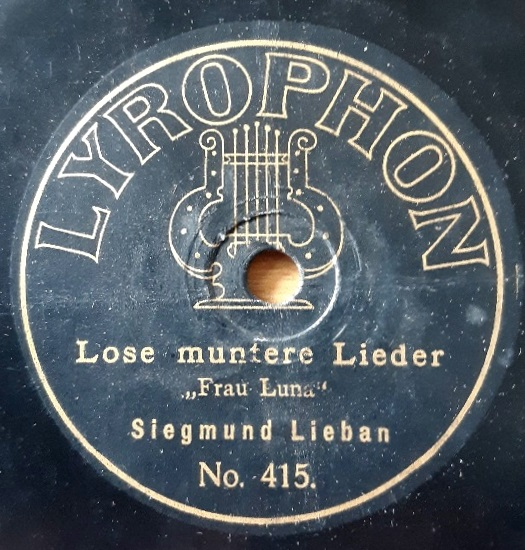
Schallplatte von Siegmund Lieban (Berlin 1905)

Siegmund Lieban (* 2. Juli 1863 in Oppeln; † 9. Februar 1917 in Berlin) war ein deutscher Opernsänger (Bariton).

## Leben
Seine Brüder waren der Bariton Adalbert Lieban, der Bassist Adolf Lieban und der Tenor Julius Lieban. Vom Kabarett kommend, wechselte er in das Operettenfach und war lange Jahre für Paul Lincke im Berliner Apollo-Theater tätig. Hier wirkte er u. a. auch 1899 bei der Uraufführung von dessen Operette Frau Luna mit. Im Jahre 1906 war er u. a. an der Seite von Fritzi Massary in einem Tonfilm zu synchron gespielten Schallplatten zu sehen und zu hören.
Verheiratet war er mit der Opernsängerin Margarete Lieban, geb. Groß, mit der er auch gemeinsam auf der Bühne stand.
Erste Aufnahmen für Lieban-Künstler-Phonographen-Walzen (Berlin 1901), dann Schallplatten für G&T (Berlin 1903 und 1906), Beka (Berlin 1904), National Phonogramm (Berlin 1904), Lyrophon (Berlin 1904–06), Homophon (Berlin 1905–06) sowie Edison-Zylinder (Berlin 1904). Auf Homophon ist auch ein Duett mit seiner Frau auf deren bislang einzig existierender Aufnahme erhalten (Berlin 1905).
Liebans Stimmlage war wohl hoher Bariton, denn auf der Grammophon-Platte 2-42635 (Paul Lincke: Die Liebesinsel) wird er als Tenor geführt.

## Bühne
- Frau Luna, Operette von Paul Lincke, Uraufführung am 2. Mai 1899 Apollo-Theater Berlin
- Cabaret „Struwelpeter“, Berlin 1906

## Diskografie
- Prolog aus „Bajazzo“, Tonbestand Nachlass Oskar Messter, Das Bundesarchiv (N 1275-TON/25)
- Ob du mich liebst: aus „Nakiris Hochzeit“ (1905, Gramophone Monarch Record)
- Zar und Zimmermann (Lortzing), Act III: Sonst spielt’ ich mit Zepter (1906, Truesound Transfers)